# Chorthippus rufipennis
Chorthippus rufipennis är en insektsart som beskrevs av Jia, F.L. och Liang 1993. Chorthippus rufipennis ingår i släktet Chorthippus och familjen gräshoppor. Inga underarter finns listade i Catalogue of Life.